# Estrid Rodhe

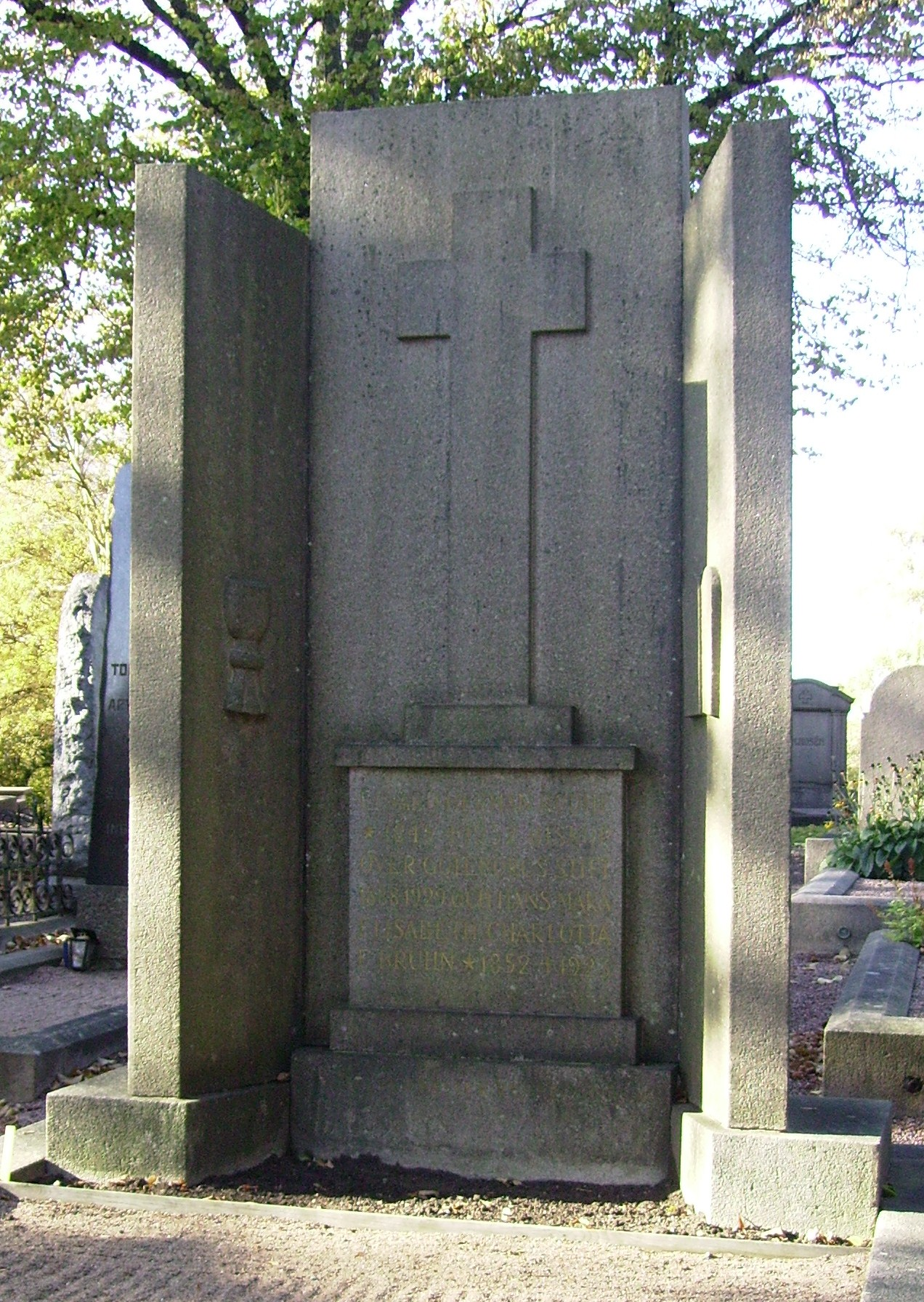
Familjegraven där Estrid Rodhe är gravsatt

Estrid Eva Sophia Rodhe, född 16 mars 1877 i Lund, död 28 augusti 1911 i Stockholm, var en svensk sjuksköterska och skribent. Hon är mest känd för sin skrift Ur sjukvårdens etik som utgavs 1912 efter hennes död och som användes i sjuksköterskeutbildningen i flera länder fram till 1950-talet.

## Biografi
Estrid Rodhe var dotter till sedermera biskopen i Göteborg Edvard Herman Rodhe och hans maka Elisabeth, född Bruhn. Hon växte upp och gick i flickskola i Norrköping och i Göteborg. Hon genomgick sedan sjuksköterskeutbildning vid Sahlgrenska sjukhuset i Göteborg och vid Sabbatsbergs sjukhus i Stockholm. Hon avlade sjuksköterskeexamen 1900. Hon var sedan fram till 1908 den mesta tiden anställd som avdelningssköterska vid Sahlgrenska sjukhuset, varefter hon inbjöds till att bli redaktör för den nygrundade Svensk sjukskötersketidning. Hon medverkade även vid bildandet av Svensk sjuksköterskeförening och var organisationens första sekreterare 1910–1911 och dessförinnan sekreterare i dess interimsstyrelse 1908–1910. Hon var vidare sekreterare i Röda korsets kvinnoförening från 1910 och hade uppdrag i Sjuksköterskornas sjukkassa. Estrid Rodhe var språkkunnig och företog flera utlandsresor till länder i Europa, bl.a. som svensk representant vid en internationell sjuksköterskekonferens i London 1909.
Hennes viktigaste skrift, häftet Ur sjukvårdens etik, sammanställdes postumt utifrån artiklar hon skrivit i Svensk sjukskötersketidning.
Estrid Rodhe avled oväntat i sömnen i en ålder av 34 år utan föregående sjukdom. Hennes död uppmärksammades med nekrologer i dagspressen och i facktidningar i in- och utland. Hon är begravd tillsammans med sina föräldrar på Östra kyrkogården i Göteborg. Bland hennes bröder märks biskopen i Lund Edvard Magnus Rodhe och landshövdingen i Gotlands och Kristianstad län Alvar Elis (Allan) Rodhe. Estrid Rodhe var ogift.
Syster Estrids gata på Guldheden i Göteborg är uppkallad efter henne.